# Moyzespark
Het Moyzespark is een wandelgebied in de oude binnenstad (Staré Mesto) van Košice. Het maakt deel uit van de beschermde stedelijke monumentenzone.
Het concept van dit park in de vorm van een lange wandelweg is sedert het begin van de 19e eeuw tot heden ongewijzigd gebleven.
Het park strekt zich uit over de ganse Moyzesovastraat waarbij zowel de straat als het park genoemd zijn naar de rooms-katholieke bisschop Štefan Moyzes (1797-1869).
Aan de zuidkant begint het park aan de Štúrova-straat, nabij het "Huis der Kunsten". Het gaat verder langs het "Gymnasium Šrobárová", het hoofdpostkantoor, de "Malinovského-kazerne" en eindigt in de "Československej armády-straat" (vertaald: "Tsjechoslowaaks Legerstraat"), nabij het oude stadhuis.

## Geschiedenis
Het Moyzespark is bijna een kilometer lang. Het werd aangelegd naar het model van de boulevards in Boedapest. Aanvankelijk heette het Promenáda en sinds 1892 wordt het wel eens Rotonde van Rákóczi genoemd. Aanvankelijk werden hier populieren aangeplant maar later, in 1910, werden veranderingen aangebracht.
Naar aanleiding van de toekenning van de titel Culturele hoofdstad van Europa (2013) zijn aanpassing doorgevoerd: een nieuwe en betere verlichting ter verhoging van de veiligheid, verviervoudiging van het aantal zitbanken en plaatsing van vuilnisbakken voor afvalrecyclage.
Bij de wederaanleg werd een kilometer fietspad toegevoegd, dat ook geschikt is voor inlineskaters en rolstoelgebruikers. Dit park is de eerste drempelvrije wandelweg met hulplijnen voor blinden. 
Benevens het fietspad leiden er ook twee voetpaden door het park: het ene met grind als wegbedekking, en het andere met asfalt. Over de gehele lengte zijn struiken aangeplant. Nabij de ingang van het domein van de Pavel Jozef Šafárik-Universiteit staat het merendeel van de zitbanken evenals een fontein.
In het wandelplantsoen staan twee beelden:
- het zogenoemde Sleutelbeeld gemaakt door de Tsjechische beeldhouwer Jiří David, en
- de buste van Štefan Moyzes, naar wie de straat en het park genoemd zijn.

## Afbeeldingen

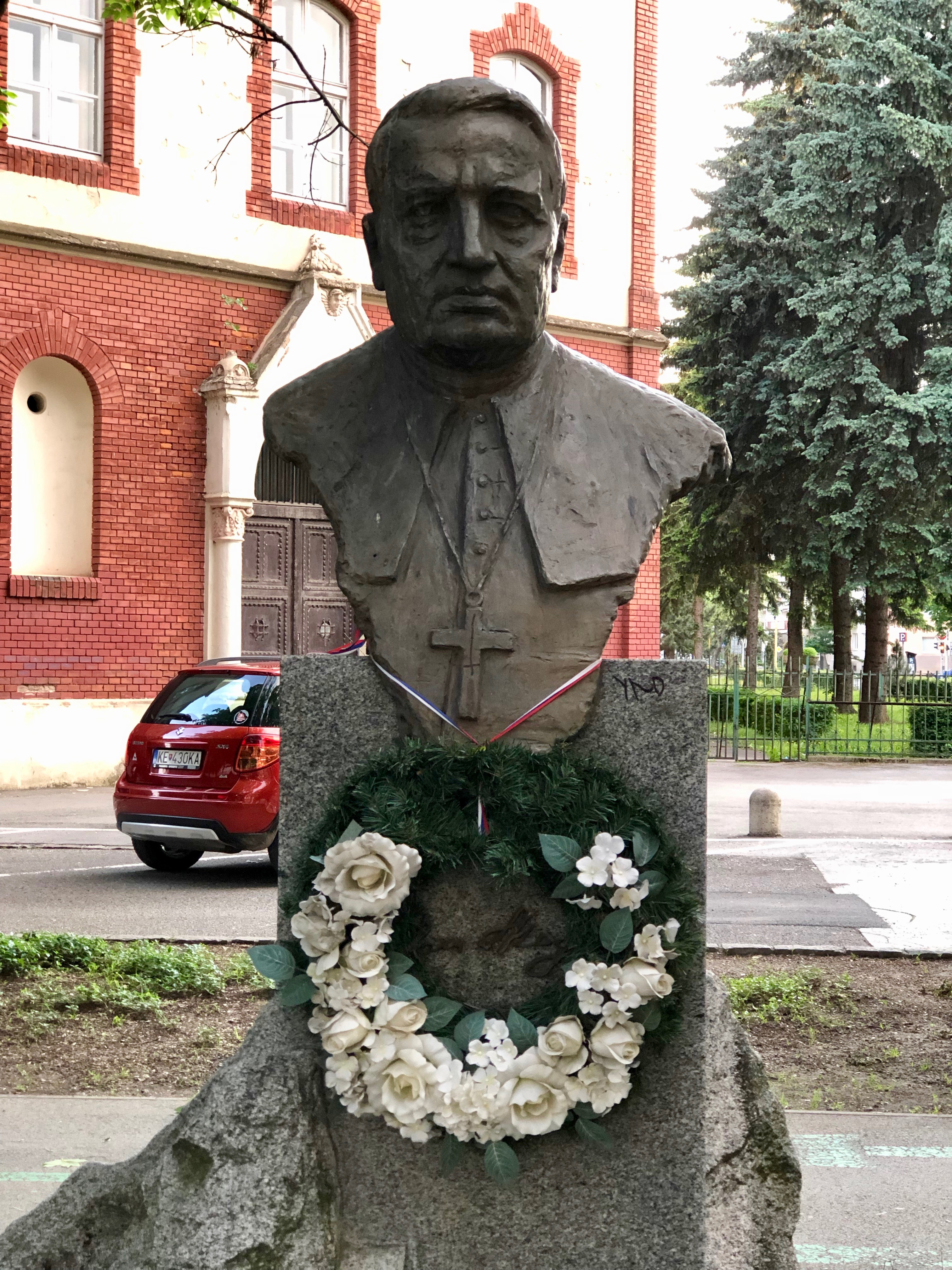
Buste van Štefan Moyzes.
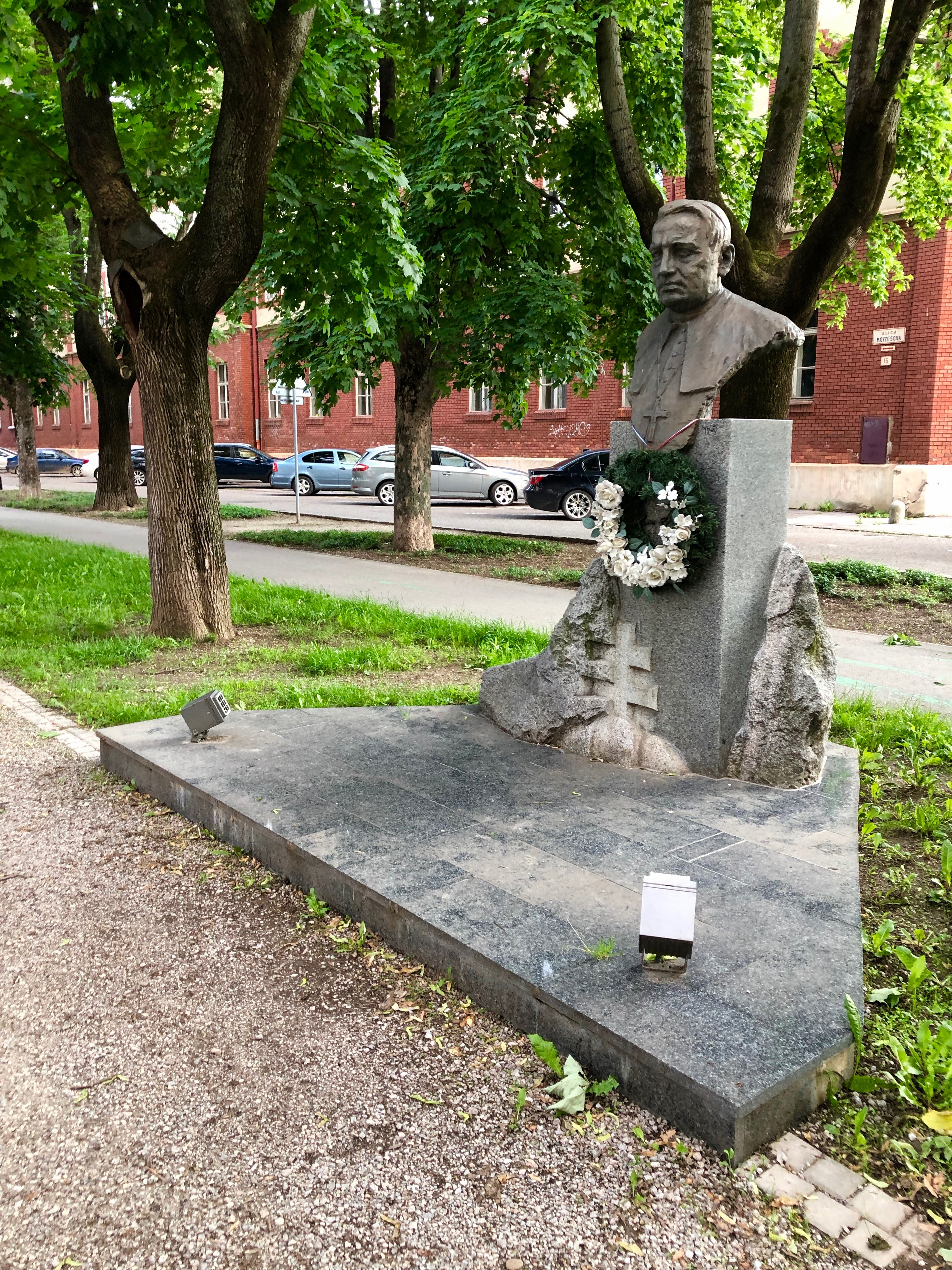
Buste van Štefan Moyzes in perspectief.
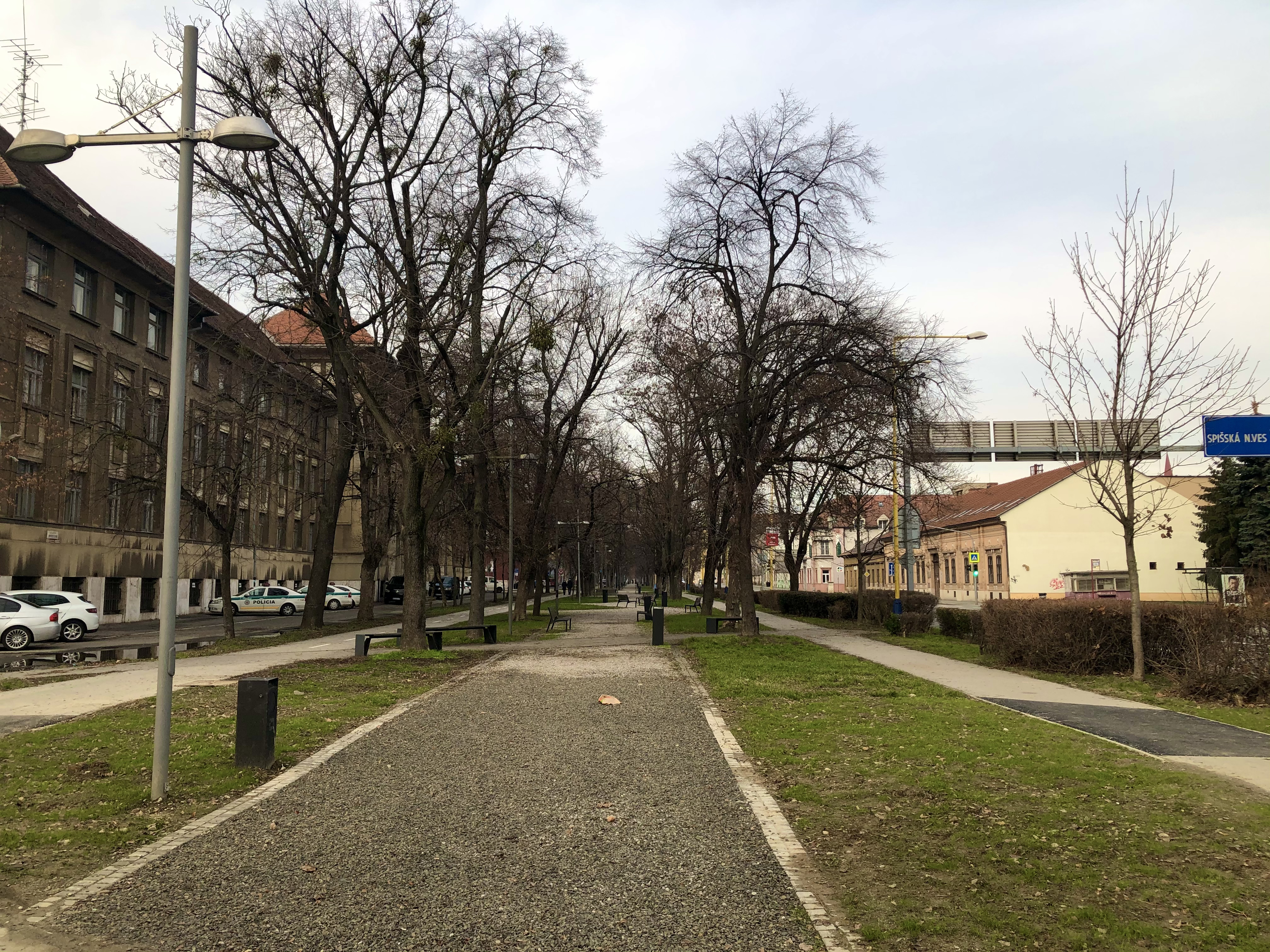
Het grindpad over de ganse lengte van de wandelweg.